# 休伦冰河时期
休伦冰期（英語：Huronian glaciation）或称Makganyene冰期，是出现于24亿年前到21亿年前的全球性冰川时期，位于古元古代的成铁纪与层侵纪之间。命名的由来是因为相关的地质学证据是从北美的休伦湖地区搜集而来的，在此地能发现有3处彼此分隔的冰期沉淀物地层被非冰期沉淀物所分隔开来。
休伦冰期很可能由大氧化事件（Great Oxygenation Event）引起，或是由长达2.5亿年的火山活动的死寂造成的。因为蓝绿菌演化出以叶绿素为基础的光合作用使得大气层中首次出现大量游离的氧气，使得当时空气中重要的温室气体——甲烷以氧化的方式被大量消耗成为二氧化碳和水蒸气。虽然甲烷与二氧化碳都是温室气体，但是前者的全球暖化潜势是后者的23倍。这使得地球大气层的温室效应严重减弱，而温度降低则进一步凝结移除水蒸气使得降温加剧。
其它次要原因还有：
- 当时的太阳辐射较弱，只有现今水平的七成；
- 地壳处于不稳定状态，大量玄武岩溢流事件。硅酸盐风化消耗二氧化碳形成碳酸钙；
- 玄武岩风化产生大量碎屑，会埋藏大量有机物，这种碳埋藏减少了地表碳含量；
- 随着大气中氧气含量突增，偏好还原性环境的厌氧菌大量死亡，光合作用生物繁荣，厌氧菌释放甲烷减少，光合作用生物消耗了大量二氧化碳。

这是地质史上最严重且持续时间最长的一次冰河时期，与成冰纪出现的相对短暂的雪球地球事件很相似。成冰纪是发生于8億5000万年前到6億3500万年前之间的一个地质时期。